# Шайхов, Эркин Турдыевич
Эркин Турдыевич Шайхов (13 ноября 1927, Ташкент  — 3 июля 2009, Ташкент) — советский и узбекский государственный и политический деятель, депутат Верховного Совета СССР (7-го созыва), академик Академии наук Узбекской ССР, профессор, министр сельского хозяйства Узбекской ССР (1971—1974), член ВКП(б), затем КПСС с 1947 года, ректор Ташкентского Ордена Дружбы народов сельскохозяйственного института - Ташкентского государственного аграрного университета (1975—1991).

## Биография
Эркин Турдыевич Шайхов родился 13 ноября 1927 года в Ташкенте Узбекской ССР (ныне  Республика Узбекистан) в семье рабочего.
- 1948—1954   - заведующий Отделом ЦК ЛКСМ Узбекистана, 1-й секретарь Ташкентского областного комитета ЛКСМ Узбекистана, инструктор ЦК КП Узбекистана[1].
- 1954—3.1962 — секретарь районного комитета КП Узбекистана, секретарь Ташкентского областного комитета КП Узбекистана[1].
- 03.1962—1.1963 — председатель Исполнительного комитета Ташкентского областного Совета[1].
- 01.1963—12.1964 — председатель Исполнительного комитета Ташкентского сельского областного Совета[1].
- 12.1964—1971 — председатель Исполнительного комитета Ташкентского областного Совета[1][2][3].
- 1971—1975 — министр сельского хозяйства Узбекской ССР[1].
- 1975—1991 — ректор Ташкентского Ордена Дружбы народов сельскохозяйственного института — Ташкентского государственного аграрного университета[1].

Являлся автором ряда исследований и научных работ в области партийной, государственной власти и экономического хозяйствования в сельском хозяйстве Узбекистана.
Эркин Турдиевич Шайхов скончался в ночь на пятницу 3 июля 2009 года, на восемьдесят втором году жизни в г. Ташкенте, Республика Узбекистан.

## Общественная деятельность
- депутат Верховного Совета СССР (7-го созыва) — депутат Совета Национальностей Верховного Совета СССР от Узбекской ССР (1966—1970)[1][2][3].

## Награды и звания
- Медаль «За доблестный труд в Великой Отечественной войне 1941-1945 гг.»,
- Юбилейная медаль «Тридцать лет Победы в Великой Отечественной войне 1941—1945 гг.»,
- Юбилейная медаль «Сорок лет Победы в Великой Отечественной войне 1941—1945 гг.»,
- Орден Дружбы (Вьетнам),
- Орден Дружбы Народов,
- Два ордена Трудового Красного_Знамени,
- Орден Ленина,
- Орден Октябрьской Революции,
- Медаль «В ознаменование 100-летия со дня рождения Владимира Ильича Ленина»,
- Медаль «Шухрат» (Узбекистан),
- Золотая медаль ВДНХ,
- Золотая медаль ВДНХ,
- Почетная грамота Президиума Верховного Совета Узбекской ССР[1][3]

## Семья
- Супруга — Шайхова Хотима Омиловна — доктор философских наук, профессор.
- Дочь — Шайхова Халида Эркиновна — доктор медицинских наук, профессор кафедры ЛОР болезней Ташкентской медицинской академии, председатель отделения Оториноларингологов Ассоциации врачей Узбекистана, редактор журнала "Узбекистон умумий амалиет врачлари ахборотномаси", член Президиума Ассоциации врачей Узбекистана[5].

Сыновья:
- Шайхов Ильхом Эркинович
- Шайхов Алишер Эркинович (р. 1956) — министр внешних экономических связей, инвестиций и торговли Республики Узбекистан (2005—2006), председатель Торгово-Промышленной Палаты Узбекистана (2006—2017)[4].
- Шайхов Бахтиер Эркинович[4].

## Публикации
- Шайхов Э. Т. Аграрная политика КПСС в период развитого социализма / Шайхов, Эркин Турдыевич. — Ташкент: Узбекистан, 1981. — 53 с.
- Шайхов Э. Т. Вопросы экономики и организации сельскохозяйственного производства Узбекистана / [Редкол.: Э. Т. Шайхов (отв. ред.), Б. Р. Рахимов]. — Ташкент: ТашСХИ, 1982. — 139 с.
- Шайхов Э. Т. Кузница сельскохозяйственных кадров : [О Ташк. с.-х. ин-те] / Шайхов, Эркин Турдыевич. — Ташкент: Узбекистан, 1985. — 30 с.
- Шайхов Э. Т. Сельское хозяйство Узбекистана в двенадцатой пятилетке / Шайхов, Эркин Турдыевич. — Ташкент: О-во "Знание" УзССР, 1986. — 22 с.
- Шайхов Э. Т. Пути реализации Продовольственной программы / Шайхов, Эркин Турдыевич. — Ташкент: О-во "Знание" УзССР, 1988. — 22 с.
- Шайхов Э. Т. Созидатели будущего / Шайхов, Эркин Турдыевич. — Ташкент: О-во "Знание" УзССР, 1988. — 29 с.
- Шайхов Э. Т. Дружба священна / Шайхов, Эркин Турдыевич. — Ташкент: О-во "Знание" УзССР, 1989. — 22 с.
- Шайхов Э. Т. Предвыборная платформа КПСС - боевая программа действий / Шайхов, Эркин Турдыевич. — Ташкент: О-во "Знание" УзССР, 1989. — 24 с.
- Шайхов Э. Т. Ведение сельского хозяйства в новых условиях хозяйствования и производительность труда / Шайхов, Эркин Турдыевич. — Ташкент: Мехнат, 1989. — 25 с. — ISBN 5-8244-0407-0.
- Шайхов Э. Т. Агропромышленный комплекс Узбекистана сегодня / Шайхов, Эркин Турдыевич. — Ташкент: Узбекистан, 1989. — 29 с.
- Шайхов Э. Т. Совершенствование экономического хозяйствования в сельском хозяйстве Узбекистана / [Редкол.: Э. Т. Шайхов (отв. ред.), Б. Р. Рахимов]. — Ташкент: ТашСХИ, 1989. — 94 с.
- Шайхов Э. Т. Хлопководство : [Учеб. для с.-х. вузов по агр. спец.] / Шайхов, Эркин Турдыевич, Н. Нормухамедов, А. И. Шлейхер и др.. — Ташкент: Мехнат, 1990. — 348 с. — ISBN 5-8244-0036-9.
- Шайхов Э. Т. Забота о человеке - в центре социального развития / Шайхов, Эркин Турдыевич. — Ташкент: О-во "Знание" УзССР, 1990. — 27 с.
- Шайхов Э. Т. Кузница сельскохозяйственных кадров : (К 60-летию Ташк. с.-х. ин-та) / Шайхов, Эркин Турдыевич. — Ташкент: О-во "Знание" УзССР, 1990. — 20 с.
- Шайхов Э. Т. Экономическая независимость - это полная независимость / Шайхов, Эркин Турдыевич. — Ташкент: О-во "Знание" УзССР, 1991. — 22 с.
- Шайхов Э. Т. Проблемы перехода к рыночной экономике / Шайхов, Эркин Турдыевич. — Ташкент: О-во "Знание" УзССР, 1991. — 26 с.
- Шайхов Э. Т. Экономическое мышление и экономическая реформа / Шайхов, Эркин Турдыевич. — Ташкент: О-во "Знание" УзССР, 1991. — 62 с. — ISBN 5-640-00947-0.
- Шайхов Э. Т. Проблемы перехода к рыночной экономике / Шайхов, Эркин Турдыевич, Николай Алексеевич Хан. — Ташкент: О-во "Знание" УзССР, 1991. — 20 с.
- Шайхов, Эркин Турдыевич. Некоторые публикации. — РОССИЙСКАЯ НАЦИОНАЛЬНАЯ БИБЛИОТЕКА.